# Сульжинська волость
Сульжинська волость — адміністративно-територіальна одиниця Ізяславського повіту Волинської губернії з центром у селі Сульжин (до кінця ХІХ ст. - у селі Брикуля).
Наприкінці ХІХ ст. територія волості зазнала значних змін - до волості було приєднано майже усі поселення (Вербівці, Ленківці, Мокіївці, Пиляї, Тишевичі) ліквідованої Чотирбоківської волості, тому волость значно розширилася на північ, натомість поселення південної частини волості відійшли до складу Бутовецької (Драчі, Пеньки, Пехтії) та Новосільської (М.Ведмедівка) волостей.
Станом на 1886 рік складалася з 12 поселень, 10 сільських громад. Населення — 5195 осіб (2599 чоловічої статі та 2596 — жіночої), 758 дворових господарств.
|                     | Площа, десятин | У тому числі орної, десятин |
| ------------------- | -------------- | --------------------------- |
| Сільських громад    | 5719           | 3683                        |
| Приватної власності | 5347           | 3269                        |
| Іншої власності     | 205            | 129                         |
| Загалом             | 11271          | 7081                        |

Поселення волості:
- Брикуля — колишнє власницьке село при річці Муховець, 214 осіб, 43 двори, волосне правління (22 версти від повітового міста); каплиця, постоялий будинок, водяний млин, вітряк.
- Драчі — колишнє власницьке село, 509 осіб, 78 дворів, православна церква, школа, постоялий будинок, водяний млин, вітряк.
- Лавринівці — колишнє власницьке село при річці Муховець, 440 осіб, 72 двори, православна церква, школа, постоялий будинок, лавка, водяний млин.
- Марківці — колишнє власницьке село при річці Муховець, 539 осіб, 90 дворів, православна церква, школа, постоялий будинок, водяний млин.
- Медведівка — колишнє власницьке село, 518 осіб, 94 двори, православна церква, каплиця, школа, постоялий будинок, водяний млин, вітряк.
- Пеньки — колишнє власницьке село, 522 особи, 69 дворів, постоялий будинок, водяний млин, винокурний завод.
- Пехтії — колишнє власницьке село, 387 осіб, 60 дворів, каплиця, постоялий будинок, вітряк.
- Сульжинські Хутори — колишнє власницьке село, 583 особи, 94 двори, постоялий будинок.
- Сульжин — колишнє власницьке село, при струмкові Муховець та річці Хомора, 170 осіб, 28 дворів, православна церква, школа, 2 постоялих будинки, вітряк.